# Giardini bizantini

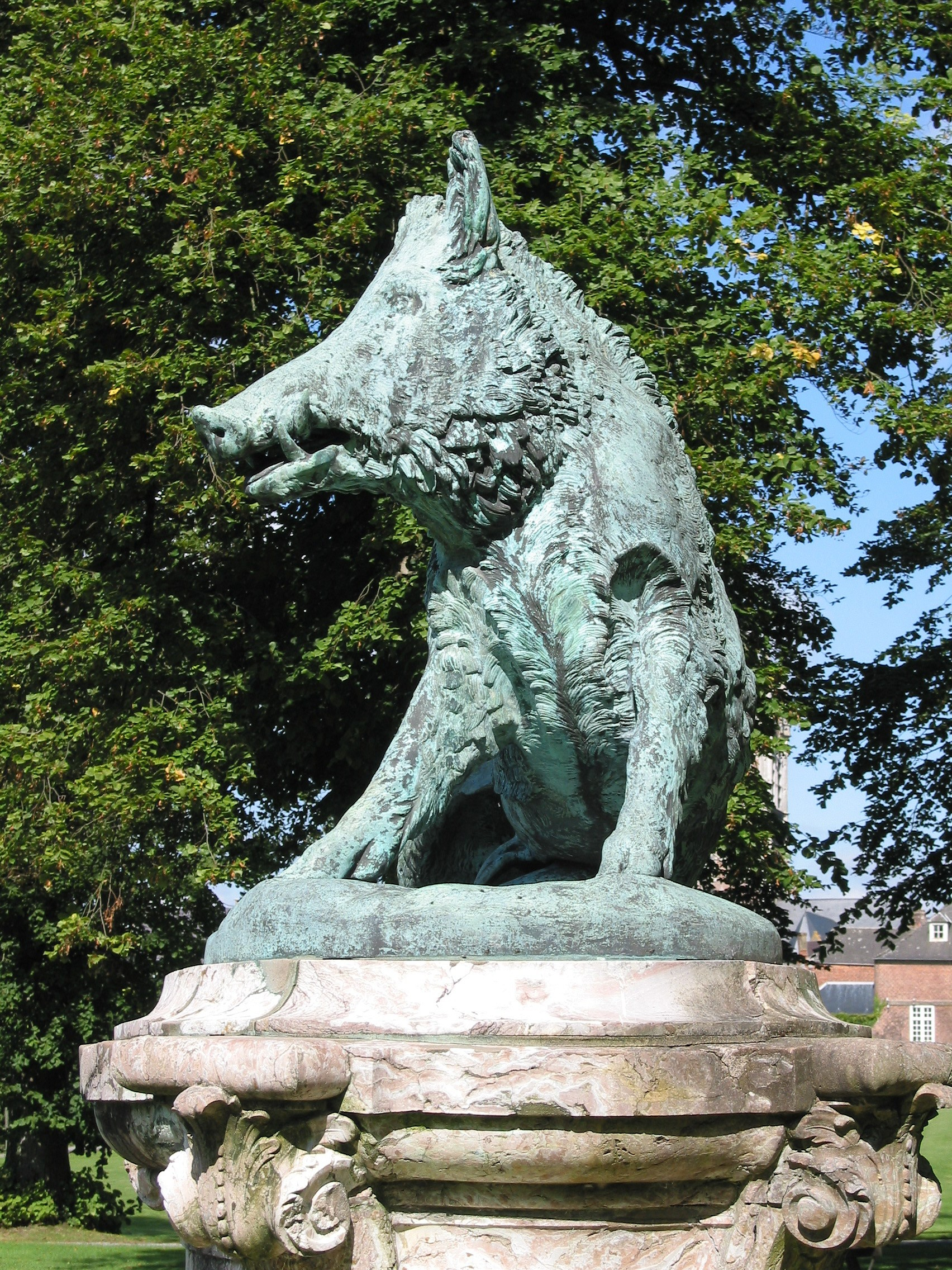
Una copia moderna in bronzo di una statua greca del giardino, il tipo meglio conservato dalla tarda antichità.

All'interno dell'architettura bizantina, il giardino ha ricoperto indubbiamente un ruolo importante, condizionando anche in qualche modo - sia pure di riflesso - la storia del giardinaggio.
La città di Costantinopoli, capitale dell'Impero romano d'Oriente, superstite per mille anni dopo la caduta dell'Occidente, aveva meravigliosi giardini molti dei quali andati distrutti dopo il XIV secolo, quando gli ottomani, sotto la guida di Maometto II conquistarono la città.

## Caratteristiche storiche
Pochi sono i riferimenti di fonti storiche certe pervenuti ad oggi. Quello che si sa è che i bizantini, a differenza dei loro predecessori greco e romani, assegnavano a questo ornamento una particolare importanza in rapporto all'estetica architettonica. Durante tutta la storia greca e romana il giardino non sembra aver infatti occupato un posto di particolare prestigio come nella relativa cultura dell'est.
I giardini bizantini erano basati in gran parte sulle idee romane che davano risalto ai disegni elaborati del mosaico, ed erano caratterizzati da alberi ordinatamente allineati al pari delle strutture artificiali costituite da fontane e piccoli santuari, diventati gradualmente nel tempo più elaborati.
Lo stile sviluppato da tali giardini differiva dai giardini del tempo e si ispirava allo stile orientale, in particolare alle influenze islamiche del tempo provenienti dal Medioriente e da parte del nord Africa.
Alcuni elementi di influenza erano bene definiti, specialmente riguardo al citato disegno delle fontane. Al pari dei giardini persiani, anche i giardini bizantini hanno avuto una forte influenza sull'architettura moderna, fornendo un particolare risalto ad un tema comune nella cultura bizantina: l'uso di una vasta gamma di colori.